# ماكريكابا (إففويا)
ماكريكابا (Μακρυκάπα) هي مدينة في إففويا في مقاطعة كينتريكي إلادا في اليونان.